# دهه ۱۰ (پیش از میلاد)
دهه ۱۰ (پیش از میلاد) اولین دهه قبل از مبدا شروع تقویم میلادی است.